# Красные Дубки
Красные Дубки — поселок в Сергиевском районе Самарской области. Входит в состав сельского поселения Воротнее.

## История
В 1973 г. Указом Президиума ВС РСФСР поселок отделения № 1 совхоза «Серноводский» переименован в Красные Дубки.

## Население
| 2008 | 2010 |
| ---- | ---- |
| 248  | ↘226 |